# Гі Нантський
Гі (Гвідо I, Гюї; фр. Guy, лат. Wido; помер між 814 і 818) — граф Нанта після 786 року, маркграф Бретонської марки з близько 799 року, син Ламберта з династії Гвідонідів і Деотбріки (померла в 768).

## Біографія

### Правління
Гі вперше згадується у документах 782 року. У 796 році він разом із братом Вернером володів монастирем Меттлах.
У 799 році Гі вже названий графом Нанта у зв'язку зі своїм призначенням імператором Карлом Великим маркграфом Бретонської марки. Тоді ж його брат Фродоальд отримав в управління графство з головним містом Ванн. У тому ж році Гі за наказом імператора здійснив похід до Бретані для придушення повстання бретонців.
У 802 році Гі — намісник імператора у Бретані. Остання згадка про Гі міститься в датованих 814 роком документах з картулярії Редонського абатства, а в 818 році графом Нанта і маркграфом Бретонської марки вже названий його син Ламберт.

### Шлюб та діти
Ім'я його дружини невідоме. Діти:
- Гі I (помер у 834) — граф Ванна у 813—819 роках
- Ламберт I (помер у 836) — граф Нанта та маркграф Бретонської марки у 814/818—831 роках, маркграф та герцог Сполето з 834 року